# Sal del Himalaya

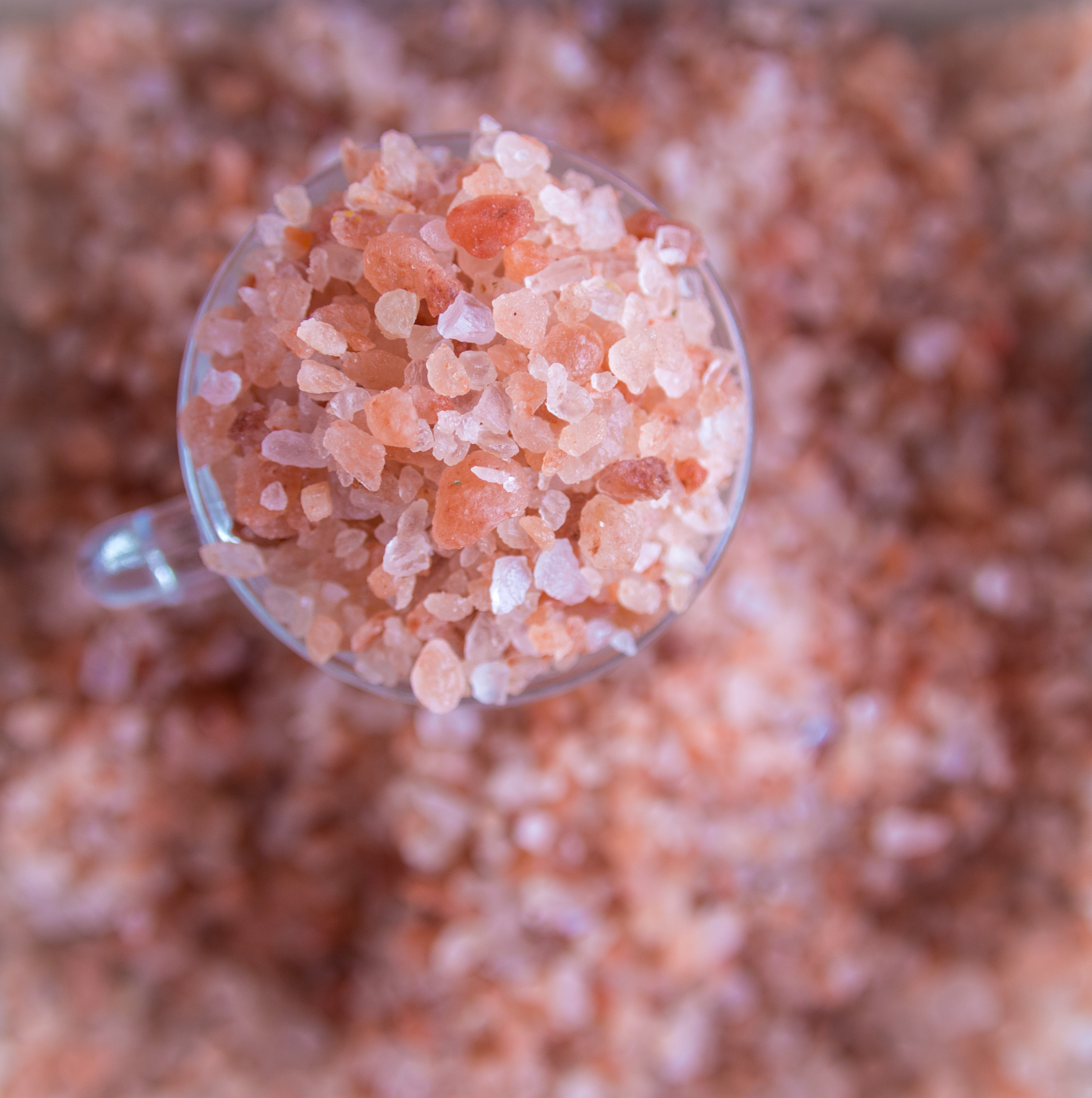
Sal del Himalaya con sus característicos tonos rosados.

La sal del Himalaya es un tipo de sal mineral (halita) que se suele extraer en las montañas de Pakistán. Es extraída principalmente de la región de Punjab en Pakistán. Esta sal, que a menudo tiene un tinte rosado debido a los oligoelementos que contiene, se usa principalmente como aditivo condimento para reemplazar la sal de mesa refinada, pero también se usa para fabricar utensilios para cocinar y presentar alimentos, lámparas decorativas y tratamientos de spa. El producto a menudo se promociona con afirmaciones sin fundamento de que tiene beneficios para la salud.

## Historia

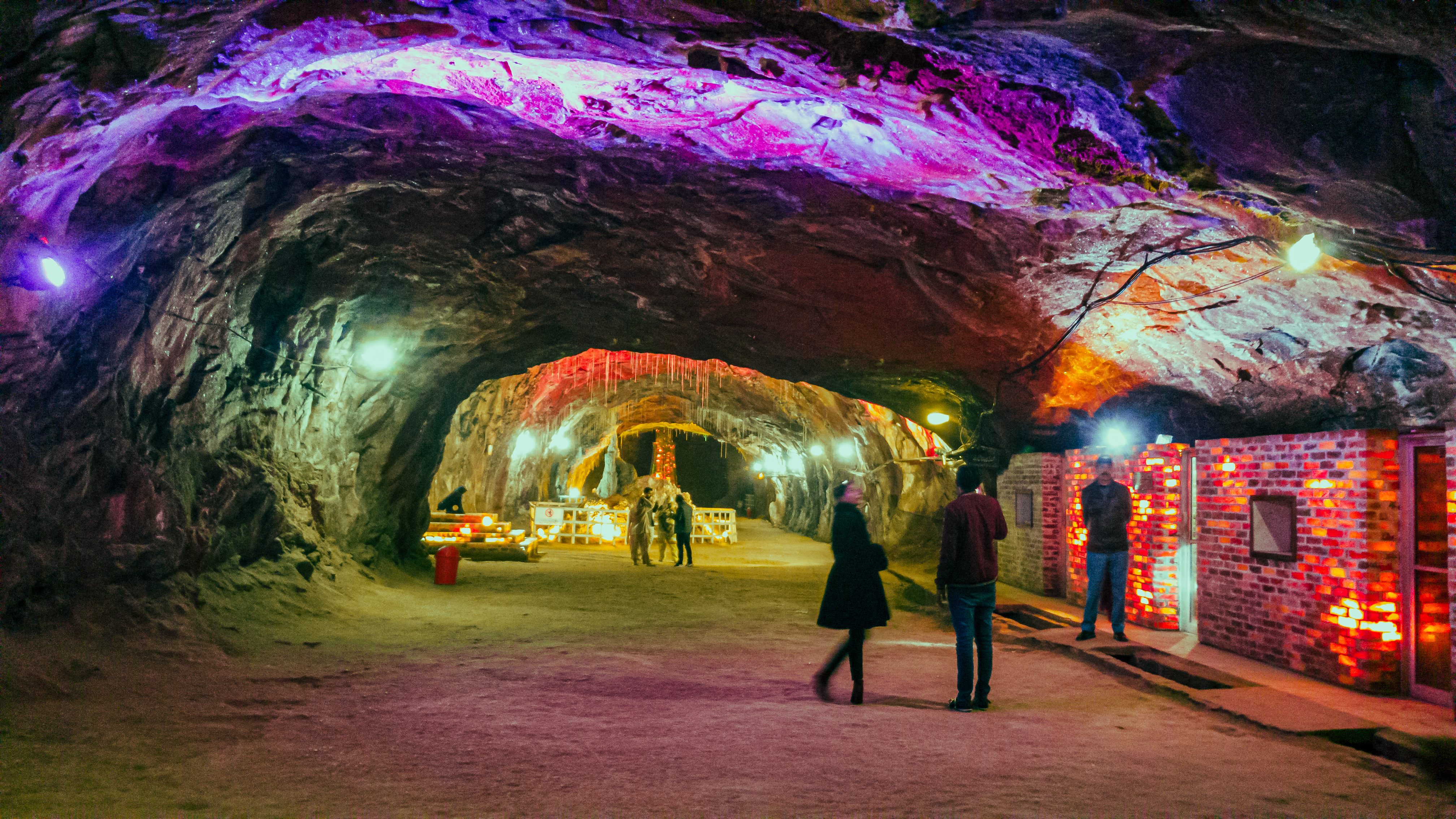
Mina de sal de Khewra

La leyenda local remonta el descubrimiento de los depósitos de sal del Himalaya al ejército de Alejandro Magno. Sin embargo, los primeros registros de minería son del pueblo Janjua en el año 1200.
La sal se extrae principalmente en la mina de sal de Khewra, distrito de Jhelum, Punjab, Pakistán, que está situada en las estribaciones del sistema de colinas llamado "Cordillera de sal" entre el río Indo y la llanura de Punjab. Se exporta principalmente a granel y se procesa en otros países para el mercado de consumo.

## Geología
La sal del Himalaya se extrae de la "cordillera de sal", la cual forma el borde sur de un cinturón de plegamiento y cabalgamiento que subyace en la Meseta de Pothohar al sur del Himalaya en Pakistán. Proviene de una capa gruesa de evaporitas que data de los períodos Ediacárico al Cámbrico temprano. Esta formación geológica consiste en halita cristalina intercalada con sales de potasa, cubierta por marga yesífera e intercalada con lechos de yeso y dolomita con vetas poco frecuentes de pizarra bituminosa que se acumuló hace entre 600 y 540 millones de años. Estos estratos y las rocas sedimentarias suprayacentes del Cámbrico al Eoceno fueron empujados hacia el sur sobre rocas sedimentarias más jóvenes y erosionados para crear la llamada cordillera de sal.

## Composición mineral

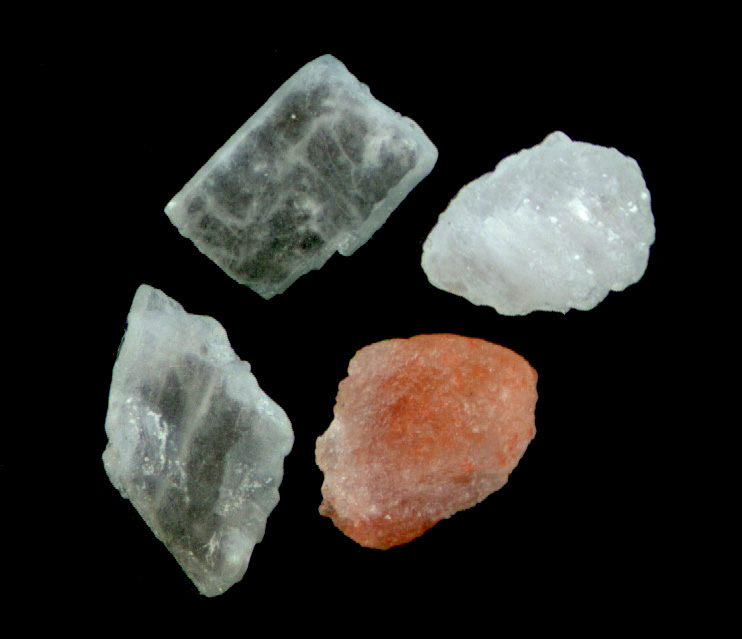
Cristales de sal del Himalaya

La sal del Himalaya es una sal de mesa. El análisis de una variedad de muestras de sal de Khewra mostró que tenían entre 96 % y 99 % de cloruro de sodio, con cantidades variables de minerales traza como calcio, hierro, zinc, cromo, magnesio y sulfatos, todos en niveles seguros por debajo del 1 %.
Algunas otras sales extraídas en Pakistán no son aptas para uso alimentario o industrial sin purificación debido a las impurezas que contienen.
Algunos cristales de sal de esta región tienen un color blanquecino a transparente, mientras que los minerales traza en algunas vetas de sal le dan un color rosado, rojizo, o rojo remolacha.
Desde el punto de vista nutricional, la sal del Himalaya es similar a la sal común de mesa, excepto en lo que respecta al contenido de yodo. La sal de mesa comercial en muchos países se complementa con yodo, y esto ha reducido significativamente los trastornos por deficiencia de yodo.
La sal del Himalaya carece de estos efectos beneficiosos derivados de la suplementación con yodo.

## Usos
La sal del Himalaya se utiliza para dar sabor a los alimentos. Debido principalmente a los costes de comercialización, la sal rosa del Himalaya es hasta 20 veces más cara que la sal de mesa o la sal marina.
Las impurezas que le dan su distintivo tono rosado, así como su estado sin procesar y la falta de agentes antiaglomerantes, han dado lugar a la creencia sin fundamento de que es más saludable que la sal común de mesa.
No existe una base científica para afirmar que tenga ningún beneficio a la salud adicional a los de la sal común.
En los Estados Unidos, la Administración de Alimentos y Medicamentos advirtió a un fabricante de suplementos dietéticos, incluido uno que consiste en sal del Himalaya, que suspenda la comercialización de los productos utilizando afirmaciones no demostradas de beneficios para la salud.
Las losas de sal se usan también como platos para servir, piedras para hornear y planchas de cocina. También se usa para hacer vasos de chupito para tequila. En tales usos, pequeñas cantidades de sal se transfieren a la comida o bebida alterando su sabor.
También se usa para hacer "lámparas de sal" que irradian un tono rosado o anaranjado. Estas se fabrican colocando una fuente de luz dentro del interior ahuecado de un bloque de sal del Himalaya.
Las afirmaciones de que su uso da como resultado la liberación de iones que benefician la salud no tienen fundamento científico.
Otras afirmaciones similares sin respaldo científico sugieren el uso de sal del Himalaya para revestir las paredes de los spas, junto con su uso para tratamientos de spa de inhalación de sal.
Las lámparas de sal pueden ser un peligro para las mascotas, que pueden sufrir una intoxicación por sal al lamerlas.